# Обычаи и этикет в Японии
Обычаи и этикет в Японии очень важны и определяют во многом социальное поведение японцев.
Большое количество японских книг описывают детали этикета.
Некоторые положения этикета могут отличаться в различных регионах Японии. Некоторые обычаи меняются с течением времени. Ниже приведены общепринятые современные обычаи в Японии.

## Традиционное купание

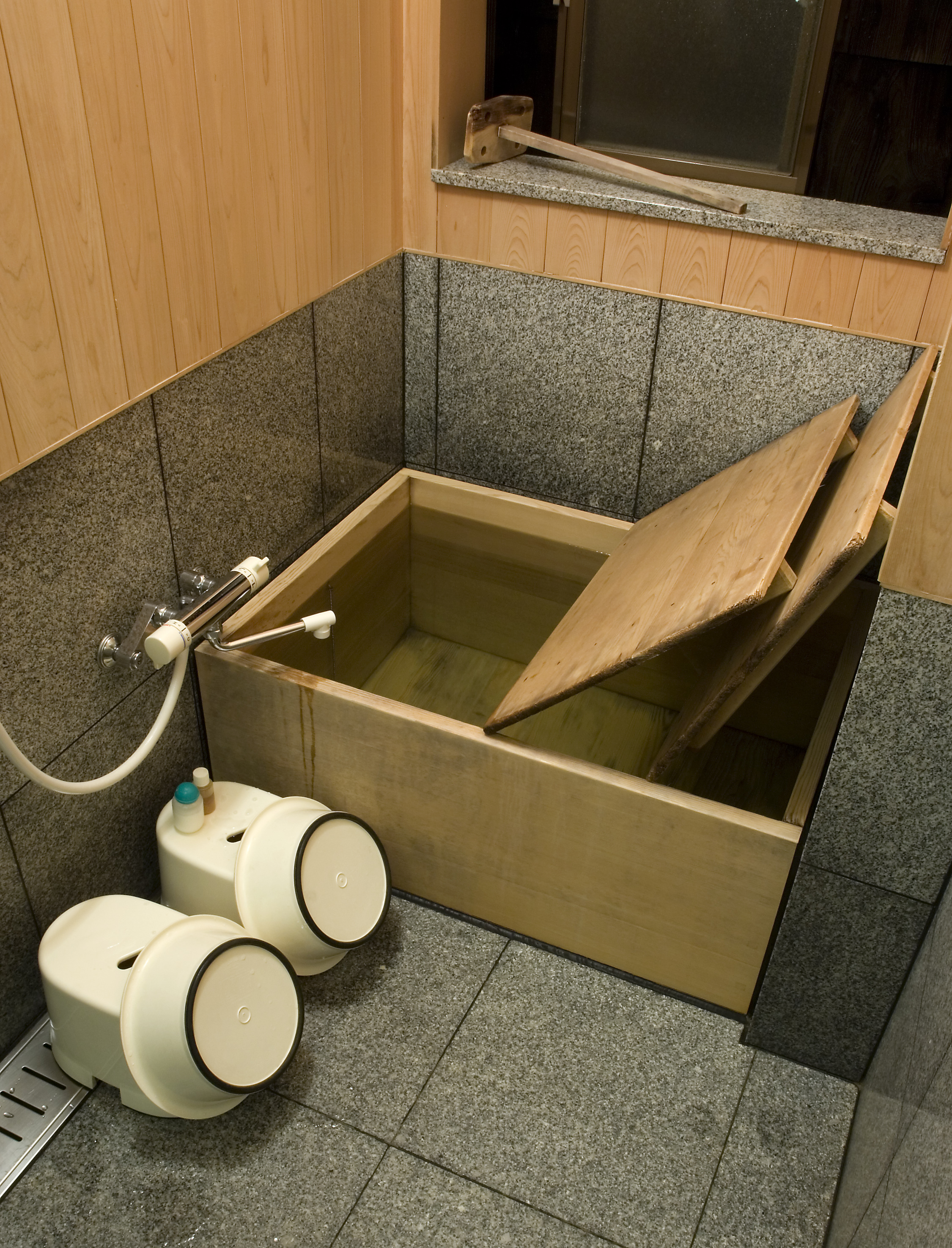
Офуро в рёкане

Для купаний используют традиционную японскую баню офуро.
Традиционная японская ванна в офуро квадратная, и достаточно глубокая для того, чтобы вода покрыла плечи, но иногда требует от купающегося сидеть с коленями упирающимися в грудь. Ванна в офуро меньше и глубже, чем это принято в западных домах. Новые ванны больше похожи на западные формы.
Офуро в Японии используются не столько для мытья тела, сколько для расслабления и не только физического расслабления, но и духовного. В ванну нужно погружаться с чистым телом. Омовение перед купанием обычно производится из крана или душа, находящихся в том же помещении, сидя на маленькой табуретке.
В Японии очень экономно относятся к пресной воде. Вода, остающаяся в ванне, в конце дня согревается при помощи специальных нагревателей, и может быть использована всеми членами семьи для умывания, а также для стирки одежды в стиральной машине. Ванна, когда она не используется, накрывается крышкой для поддержания температуры воды, а также для предотвращения испарения.
В домах с маленькими ваннами члены семьи купаются один за другим, в порядке старшинства, традиционно, начиная с самых старых мужчин или самого старшего в семье (бабушка может купаться перед главой семьи). Если в доме есть гости, они будут иметь приоритет. В домах с большими ваннами не редкость для членов семьи купаться вместе. Обычно один или оба родителя будет купаться с младенцами и детьми ясельного возраста, и даже по мере взросления детей они по-прежнему купаются с одним из родителей.

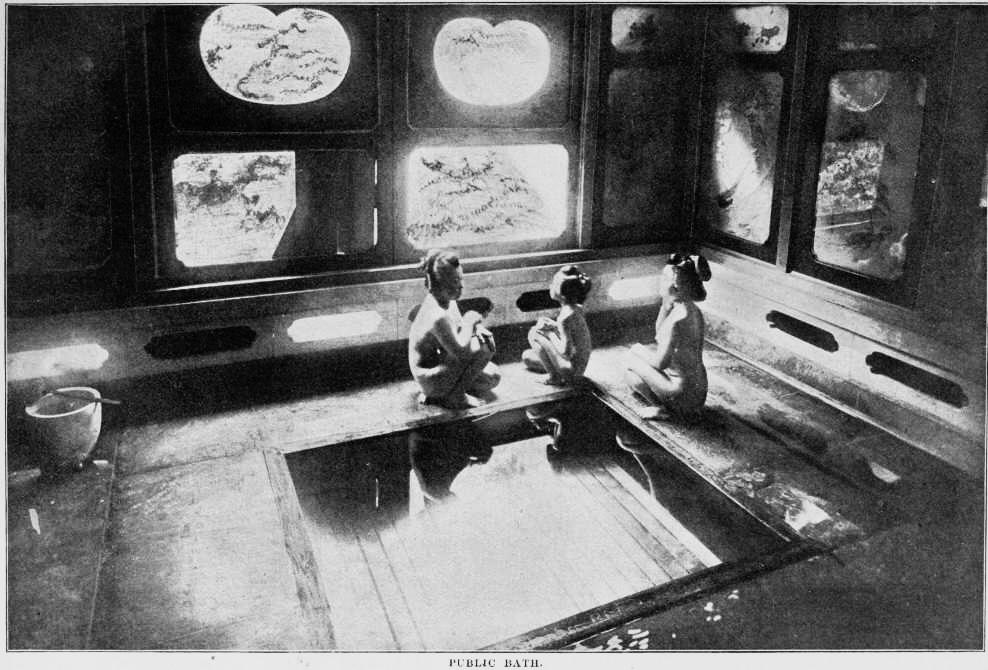
Вид сэнто 1901 год

Ванны всё чаще встречаются в современных японских домах, но есть ещё много мелких и старых квартир в городах, которые не имеют ванны. Существуют общественные места для купания бани сэнто. Особенностью сэнто является обязательная последовательность процедур — посетители бани предварительно моются в отдельном помещении и только после этого переходят в бассейн с горячей водой. Нередко сэнто посещают всей семьёй. Как правило сэнто разделены по половому признаку, и посетители купаются обнаженные, прикрывая полотенцем половые органы.
Постояльцам традиционных японских гостиниц рёкан предложат использовать общее офуро или индивидуально, если это было запланировано заранее.
Онсэн — купание в геотермальных горячих источниках, которыми изобилует Япония. В онсене купание может происходить на открытом воздухе в естественном водоёме, заполненном горячей водой из источника или в закрытом офуро, где ванну наполняют горячей минеральной водой из источника.
Во многих сэнто и онсенах действует запрет для клиентов с татуировками, ссылаясь на обеспокоенность по поводу деятельности якудзы.

## Японский этикет поклонов
Поклоны входят в современную систему японского этикета, частично заменяя рукопожатия. Глубина поклона зависит от разницы в социальном статусе (более низкий статус предполагает совершение более глубоких, долгих и частых поклонов), а также от ситуации. Лёгкий поклон (около 15○) ― базовое приветствие; более низкий поклон (около 30○) ― уважительное приветствие, самый глубокий и долгий поклон ― как правило, либо безграничное уважение, либо сильное извинение, в зависимости от ситуации.

## Уровни вежливости при общении
В японском языке существуют три уровня вежливости в стиле разговора:
- Тэйнэйго: обычная стандартная вежливая речь между людьми, равными по своему общественному положению.
- Сонкэйго: уважительная речь, когда мы говорим про действия и объекты, относящиеся к более уважаемому собеседнику. В этом случае следует использовать наиболее вежливые глагольные формы и прибавлять вежливые суффиксы к словам. Это как если бы мы в офисной речи использовали, например, не глагол «прочитать», а «изволить ознакомиться».
- Кэндзёго: скромная речь, когда в общении с уважаемым собеседником говорим про самого себя. Это как если бы мы, к примеру, говорили не «поел», а «позволил себе перекусить». На этом уровне общения используются глаголы максимально скромные, а порой уничижительные.

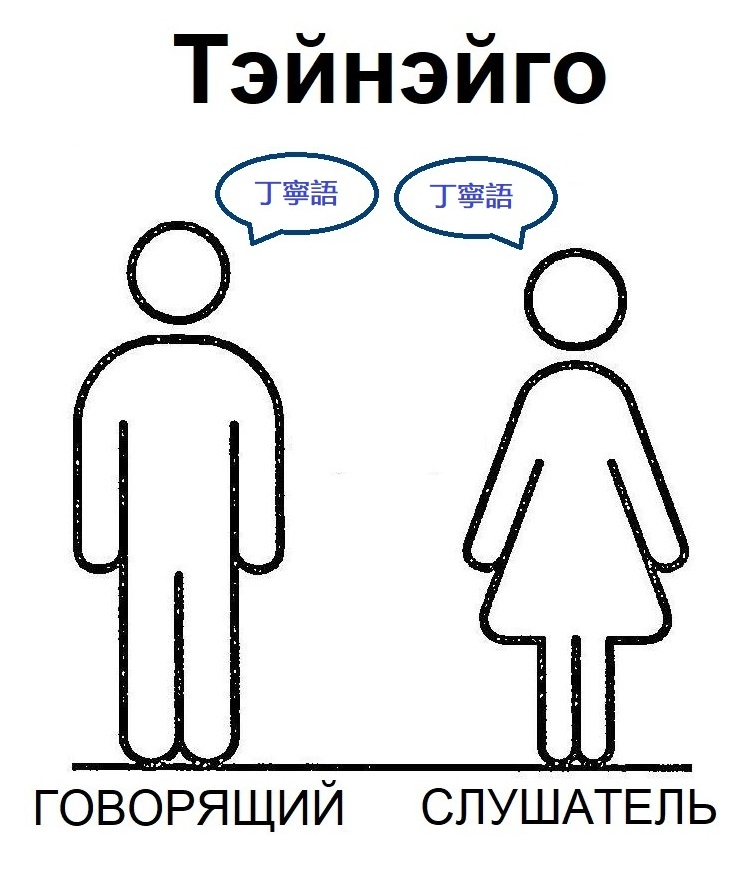
Уровень вежливости Тэйнэйго
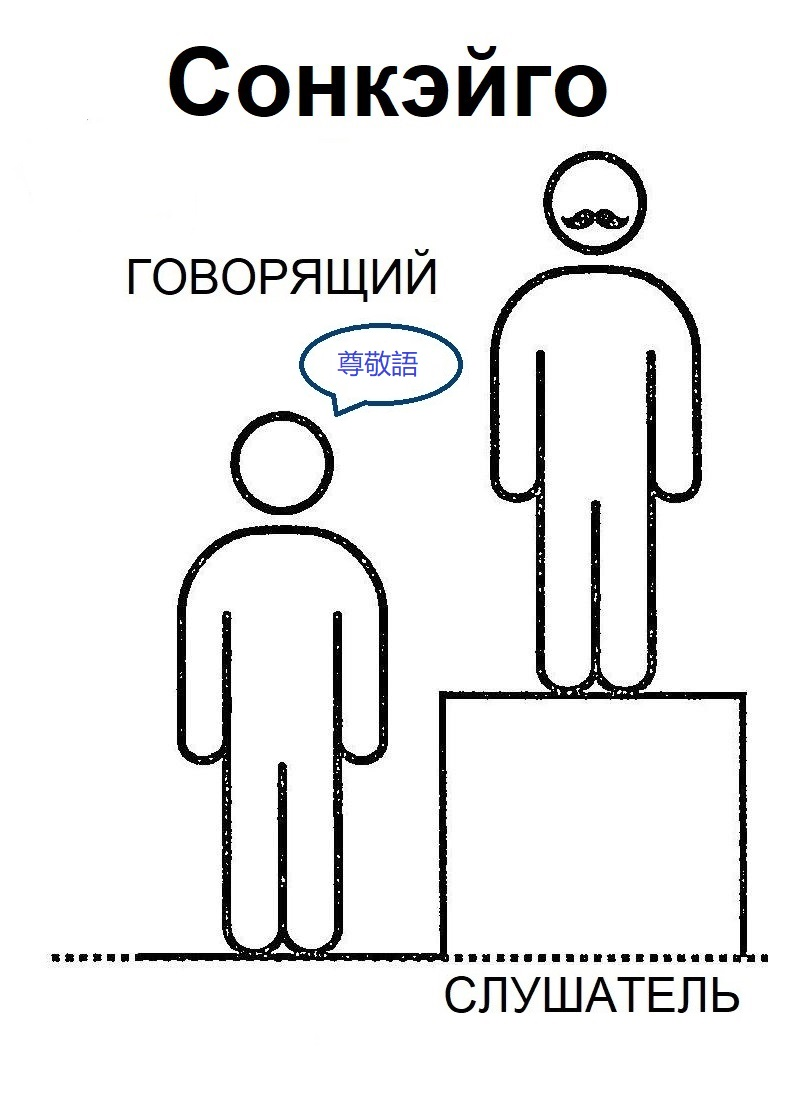
Уровень вежливости Сонкэйго
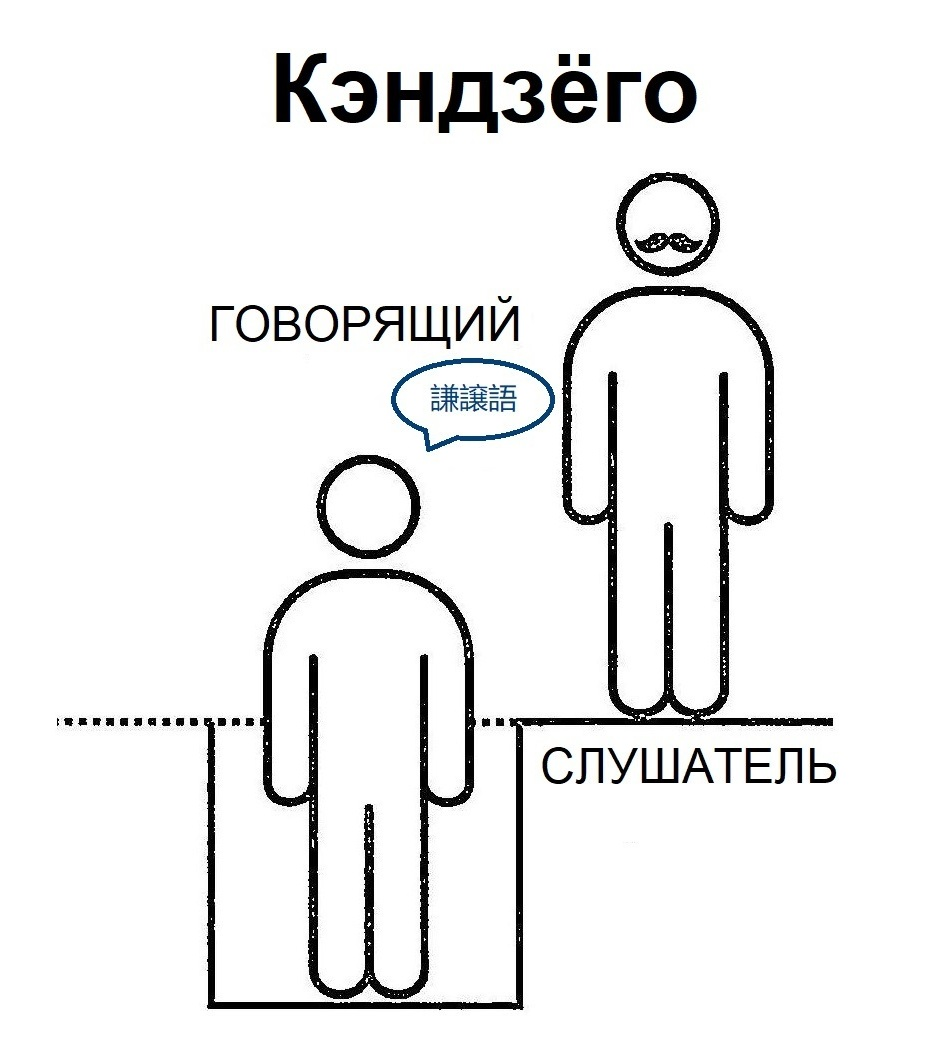
Уровень вежливости Кэндзёго

## Чайная церемония
Групповое употребление чая маття, развившееся в ритуал, включающий любование предметами искусства и беседу. Чайная церемония использует в качестве реквизита предметы, созданные мастерами множества японских искусств: керамики, изобразительного искусства, архитектуры, кухни, икэбаны и других.

## Традиционная одежда

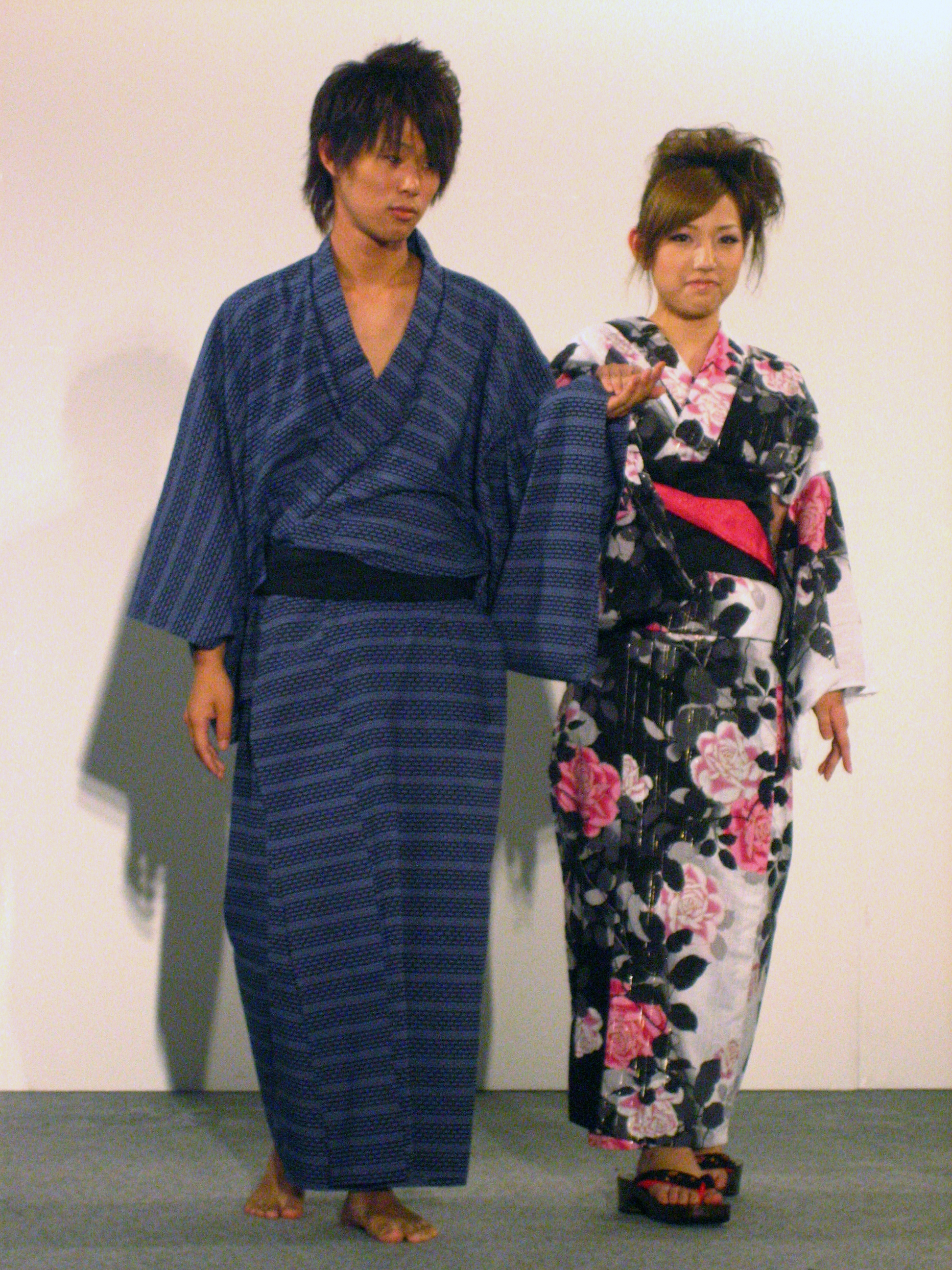
Мужская и женская юката

В современной Японии кимоно потеряло статус повседневной одежды и используется только в специальных случаях главным образом женщинами. Мужчины надевают кимоно чаще всего для участия в чайной церемонии, на свадьбах и занятиях боевыми искусствами. В Японии существует множество курсов, на которых изучается история кимоно, а также преподаются навыки подбора образцов и тканей для каждой церемонии и сезона года.
Во время жарких летних месяцев широко используется облегчённое кимоно — юката, сделанное из хлопка или синтетической ткани, без подкладки. Юкату носят как мужчины, так и женщины. Юката возродилась в конце 1990-х годов.
Традиционно хлопчатобумажная ткань для юкат окрашивались в цвет индиго. Сегодня спектр цветов расширился. Как и для кимоно, общее правило для юкат — молодые люди носят яркие цвета и смелые узоры, в то время как пожилые люди носят темные цвета и геометрические узоры.
Юкату предлагают постояльцам японских гостиниц рёкан в качестве халата.

## Этикет трапезы
Питание в Японии традиционно начинается с фразы итадакимас (яп. いただきます) (букв. «я смиренно получаю»). Фраза по применению соотносится с фразой «приятного аппетита». Но в буквальном выражении выражает благодарность всем, кто сыграл свою роль в готовке, выращивании или охоте и высшим силам, обеспечившим подаваемую еду
После окончания трапезы японцы также используют вежливую фразу готисо:-сама-дэсита (яп. ご馳走様でした) («это была [прекрасная] трапеза»), выражающую благодарность и почтение всем присутствующим, повару и высшим силам за прекрасную трапезу.
Не полностью доедать блюдо не считается невежливым в Японии, но скорее это воспринимается как сигнал для хозяина, что вы хотите, чтобы вам предложили ещё одно блюдо. И наоборот, съедая блюдо полностью (включая рис) — признак того, что вы удовлетворились поданной едой, и её было достаточно. Детям рекомендуется съесть всё до последнего зернышка риса. Невежливо выбирать отдельные части блюда и оставлять остальное. Жевать следует с закрытым ртом.
Допустимо допивать суп или доедать рис, подняв чашу ко рту. Мисо суп можно пить непосредственно из небольшой чаши, не пользуясь ложкой. Большие тарелки с супом могут подаваться с ложкой. Допустимо прихлёбывать при употреблении определённых продуктов, например рамен или лапшу соба, хотя это не практикуется повсеместно. Макаронные изделия, приготовленные в западном стиле, не должны употребляться подобным образом.

## Традициикулинарии
Одни из ранних известных сегодня кулинарных сочинений (рёрисё) в Японии датируются концом XIII века. Они включали описание ритуалов работы с кухонным ножом (сикиботё), правила поведения во время пиров, рецепты блюд, способы готовки и техники обработки продуктов. Особое внимание авторы обращали на состав, приготовление, декорирование блюд, являвшихся обязательными для того или иного вида пира.
Идеал японской кухни — сырой продукт в натуральном виде. Продукты подвергают разным видам обработки, но в минимальной степени, стараясь сохранить первоначальный вид и форму продукта.
В дорогих ресторанах сашими подаётся не отдельными ломтиками, а в виде целой рыбы. Рыба, конечно разрезана, и очищена от чешуи и костей, но из головы, костей и ломтиков снова формируют рыбу, которая выглядит, как живая.
К японским мастерам кулинарии не подходит слово повар (происходящее от глагола варить). Мастер называется итамаэ, что в дословном переводе означает «перед доской», а по смыслу «тот, кто режет». Самым важным считается искусство резки, которым японские мастера владеют в совершенстве.
Большое значение придаётся внешнему виду подаваемой еды. Японские блюда — не просто еда, это произведения искусства. Мастера японской кухни стараются не просто украсить блюдо, а создать на тарелке кусочек природы..
Искусство кулинарной техники шеф-поваром демонстрировалось в совершении «ритуала кухонного ножа», в ходе которой повар исполнял определённые движения-позы, составляющие законченное гармоничное представление. Все элементы ритуала строго кодифицированы, начиная от размеров и формы ножа, палочек хаси, стола для резки и движений. Перед собравшимися гостями шеф-повар разделывал и тонко нарезал большую рыбу или дичь, превращая её в цветочную композицию из рыбы или мяса.

## Традиции употребленияалкогольных напитков
Современная алкогольная культура Японии строится на трёх основных напитках: пиво, виски и сакэ. Первые два напитка были заимствованы японцами с Запада. Вино (как сухое, так и крепленое) японцами употребляется редко.
На пиво приходится две трети алкоголя, приходящегося на душу населения и эта доля постоянно растёт. В Японии пиво начали производить в 1873 году. Традиция пивоварения пришла из Германии. Местная специфика — добавление в пиво риса в процессе приготовления.
Виски было заимствовано из Америки. Способ употребления виски — в стандартный стакан наливается сантиметр виски, весь же остальной объём заполняется содовой и льдом. Крепость такого «напитка» — не выше десяти градусов.
Сакэ (самый древний и почти что единственный) алкогольный напиток местного происхождения, употребляется в Японии чаще, чем виски.
В японском застолье чокаться не принято. Не принято произнесение разнообразных тостов кавказского типа. Лишь подняв бокалы в первый раз, японцы дружно произносят «кампай!» (буквально «сухое дно»).
Японцы не отличаются стойкостью к алкоголю и пьянеют от сравнительно небольшого объёма алкоголя (вследствие дефицита фермента, обеспечивающего расщепление алкоголя). Опьянев, японцы этого не стесняются. Обществом также не порицаются пьяные люди, если их поведение не агрессивно.
В японских ресторанах существует возможность оставлять бутылку с недопитым алкогольным напитком под своей фамилией, которая будет храниться на полочке за стойкой. Бутылка будет храниться до следующего посещения. В некоторых случаях японец может располагать уже оплаченными запасами спиртного сразу в нескольких заведениях.

## Этикет использования палочек для еды
Палочки для еды начали использоваться в Японии с Периода Нара (710—794 гг).
В Японии существует много традиций и неписаные правила, связанные с использованием палочек для еды хаси́ (яп. はし хаси).
Палочки предназначены только для еды, а все остальные действия с ними в руке оскорбляют культуру и традиции страны и демонстрируют неуважение к правилам поведения за столом. Поэтому не рекомендуется:
- стучать палочками по столу, тарелке или другим предметам, чтобы привлечь внимание и, например, подозвать официанта;
- указывать и размахивать палочками в воздухе;
- «рисовать» палочками на столе или водить ими бесцельно вокруг еды — прежде чем потянуться к еде, нужно сначала выбрать кусок;
- ковыряться палочками в миске в поисках лучшего куска — брать еду нужно всегда сверху и тот кусок, до которого дотронулись;
- трясти палочками, чтобы остудить кусок;
- облизывать палочки или держать их во рту бесцельно;
- накалывать еду на палочки;
- зажимать палочки в кулаке (что воспринимается, как агрессия);
- подтягивать к себе тарелку при помощи палочек;
- втыкать палочки в рис, особенно вертикально — это делают только на похоронах, символизируя подношение умершему. Более того, если за столом кто-либо по незнанию воткнул палочки в рис, окружающие мрачнеют: древняя примета говорит, что в таком случае кто-то скоро умрет.

Когда вы хотите поухаживать за кем-то и положить еду ему на тарелку следует использовать обратную сторону палочек (толстые, не использованные вами кончики). Идеалом считается, если каждый берет еду из общей тарелки обратной стороной палочек, кладет её на свою тарелку, а только затем переворачивает палочки и приступает к еде.
Для палочек существуют специальные подставки (хасиоки). После еды палочки следует класть на неё и ни в коем случае не поперёк тарелки. В ресторанах, где специальной подставки нет, палочки кладут обратно в бумажный чехол, в котором их подали. Если же нет ни чехла, ни подставки — можно положить палочки на стол, но только не пересекая их крест-накрест. Кроме того, палочки всегда кладут острым концом влево.
С помощью палочек можно не только держать еду и отправлять её в рот, но и выполнять массу других более сложных операций: смешивать соус, разделять куски, измельчать и даже резать. Эти действия обычно не приходится выполнять в процессе традиционной трапезы, так как японские кулинарные правила предписывают подавать еду небольшими кусочками, чтобы их было удобно класть в рот.
Палочки нельзя оставлять на столе так, чтобы они указывали на кого-то.

## Общественное питание
В 1999 году Япония занимала первое место в мире по количеству ресторанов на душу населения. Это связано не только с ограниченностью места в жилищах, но в основном с тем, что японцы несмотря на развитую структуру электронных коммуникаций в стране не слишком «доверяют» современным средствам связи ― телефону, например. В отличие от США, в Японии ни один действительно важный вопрос по телефону не решается. Телефон служит лишь для того, чтобы назначить встречу ― в этой стране не проводятся «селекторные совещания». Нахождение собеседника в поле зрения считается непременным условием для решения дел.
Продажа отдельных блюд с лотков-стоек положила начало системе общественного питания, которая появилась в первую очередь в Киото. Древняя императорская столица пользовалась огромной популярностью среди паломников и простых путешественников. В городе развивается мелкая розничная торговля готовыми блюдами. Первые рестораны высокой кухни появились из чайных павильонов на дорогах, ведущих в Киото во второй половине XVII века. Дорогу из Киото в направлении Японского моря называли саба кайдо ― «дорога скумбрии». В XVIII веке рестораны стали открываться и в других крупных городах, в первую очередь в Эдо и Осака. В это же время появляется услуга по организации пиров у самураев высокого ранга и купцов, которые заимствовали строго ритуализованную культуру сервировки и подачи кушаний для представительских целей. В то же время в больших городах появляется много дешёвых харчевен и закусочных, позволявших поесть мелким ремесленникам и торговцам. В них готовили лапшу, суси, тэмпура, а иногда и более сложные блюда, но все они, как правило, специализируются на каком-то одном блюде. Почти в каждом квартале Эдо были открыты, по меньшей мере, три харчевни: одна, торговавшая гречневой лапшой соба, и две ― суси. В городе насчитывалось более 6 тысяч заведений, торгующих готовой едой; примерно один ресторанчик на 170 жителей, не считая лоточников и ресторанчиков в «весёлых кварталах».
Часто говорят, что в японской кухне столько особенностей, сколько провинций в стране. В японском языке существует специальный термин, обозначающий региональную кухню ― кёдо рёри, кушанья, приготовленные по особым рецептам с использованием местных продуктов.

## Обувь
В Японии переобуваются или снимают обувь намного чаще, чем в какой-либо другой стране. Полагается снимать уличную обувь, переобуваясь в приготовленные тапочки, хранящиеся в ящике со множеством отделений. Уличная обувь снимается у самого входа, там, где уровень пола ниже, чем в остальном помещении. Считается, что вы действительно вошли в помещение не тогда, когда вы закрыли за собой дверь, а после того, как сняли уличную обувь и надели домашнюю.
Необходимо снимать обувь при входе в храмы. Когда сменная обувь не предлагается, приходится ходить в носках. Ящик с множеством отделений в таких местах используется для хранения уличной обуви. В уличной обуви нельзя наступать на деревянный решётчатый настил перед ящиками для обуви.
Снимая обувь перед входом в храм, посетитель не только помогает поддерживать порядок в храме, но и отдаёт дань синтоистским представлениям о любви божеств, ками, к чистоте — киёси. Улица с её пылью и мусором противопоставляется чистому во всех смыслах пространству храма и дома.
Посещение ресторана традиционной японской кухни предполагает снятие обуви перед тем, как подняться к месту трапезы — возвышению, устланному бамбуковыми циновками и уставленному низкими столиками. На циновках сидят, поджав под себя ноги. Иногда под столиками имеются углубления для размещения ног, онемевших от непривычной позы.

## Архитектура
В традиционной архитектуре Японии заметны заимствования из китайской архитектуры. В отличие от китайских и созданных в Японии под влиянием китайского стиля зданий, для типично японских сооружений характерна асимметрия. В целом, для японской архитектуры характерно стремление к простоте. Постройки светлые и открытые, в основном состоят из прямоугольных элементов. Вплоть до периода Мэйдзи основным строительным материалом являлось дерево. Причинами использования деревянных конструкций были доступность и простота изготовления. Изогнутые крыши в первую очередь связанны с тем, что они сделаны из свежего бамбука. При засыхании бамбук закручивается. Деревянные конструкции лучше подходили для японского климата, обеспечивая естественную вентиляцию помещений, а также позволяли легко перемещать постройки.
Традиционный дом японского крестьянства — минка — возводили из дерева, у них были частично глинобитные полы, в остальной части покрытые татами; вместо постоянных стен использовались мобильные перегородки фусума и решётчатые скользящие сёдзи. В настоящее время минка сохранились только в сельской местности.
Необходимость заново строить разрушенные после Второй мировой войны города дала большой стимул для развития современной японской архитектуры. Отстроенные заново города в результате использования современных западных технологий строительства и материалов новые сооружения из стали и бетона сильно отличались от традиционных японских зданий.

## Гостиницы
Рёкан — традиционная японская гостиница с татами, футонами и форменными юкатами для посетителей. Повсеместно также наличие там японской ванны, нередко рёканы стоят на горячих источниках. Исторически рёканы стояли вдоль оживлённых дорог, современные же строят в любых туристических местах. 
Ка́псульный оте́ль — тип отелей, разработанный в Японии. Представляет собой небольшие спальные ячейки, расположенные друг над другом. Находятся в основном возле крупных вокзалов или рядом с увеселительными районами.
Отель любви или рабу хотэру — разновидность гостиниц, в которых арендуются номера для секса. Посетители приходят в отели любви вместе со своими партнёрами. Номера арендуются на небольшой срок, а посетители получают в этом типе отелей анонимность. Отели любви популярны в Японии.

## Поцелуй в Японии
Публичная демонстрация поцелуев считалась нарушением общественного порядка до 1945 года. Нарушители, позволившие себе подобное в публичном месте, наказывались штрафом или задержанием.
Японцы до настоящего времени относятся к поцелую как к экзотической составляющей чисто эротических отношений.
Социальная роль поцелуя в Японии крайне узка. Поцелуй в понимании японцев не выражает ни симпатии, ни уважения, ни горя, ни сочувствия — ничего из тех многих вещей, которые он может означать на Западе.
Дискриминация поцелуя продолжалась и в 1960-х. Вместо японского слова для обозначения поцелуя — сэппун, употребляемого крайне редко, используется слово кису (от английского kiss), которое обозначает предмет иносказательно.

## Улыбка в Японии
Улыбка в Японии — это не только естественное выражение эмоции. Это ещё и форма этикета, означающая победу духа в противостоянии трудностям и неудачам.
Японцев с детства учат — чаще всего личным примером — улыбаться во исполнение социальной обязанности.
Улыбка стала в Японии полубессознательным жестом и наблюдается даже тогда, когда улыбающийся человек считает, что за ним не наблюдают. Например, японец пытается успеть сесть на поезд в метро, но перед самым носом двери закрываются. Реакция на неудачу — улыбка.
Эта улыбка не означает радости, но означает, что к неприятности человек относится без ропота и с бодростью.
С юных лет японцев приучают воздерживаться от выражения эмоций, которое могло бы нарушить столь непрочную порой социальную гармонию.
В Японии специальное жестовое употребление улыбки нередко доходит до крайностей. До сих пор можно видеть, как улыбаются люди, потерявшие близких. Не следует понимать это так, будто мёртвых не оплакивают. Улыбающийся как бы говорит: да, утрата моя велика, но есть более важные общие заботы, и я не хочу огорчать окружающих, выставляя напоказ своё горе.

## Свадьба в Японии

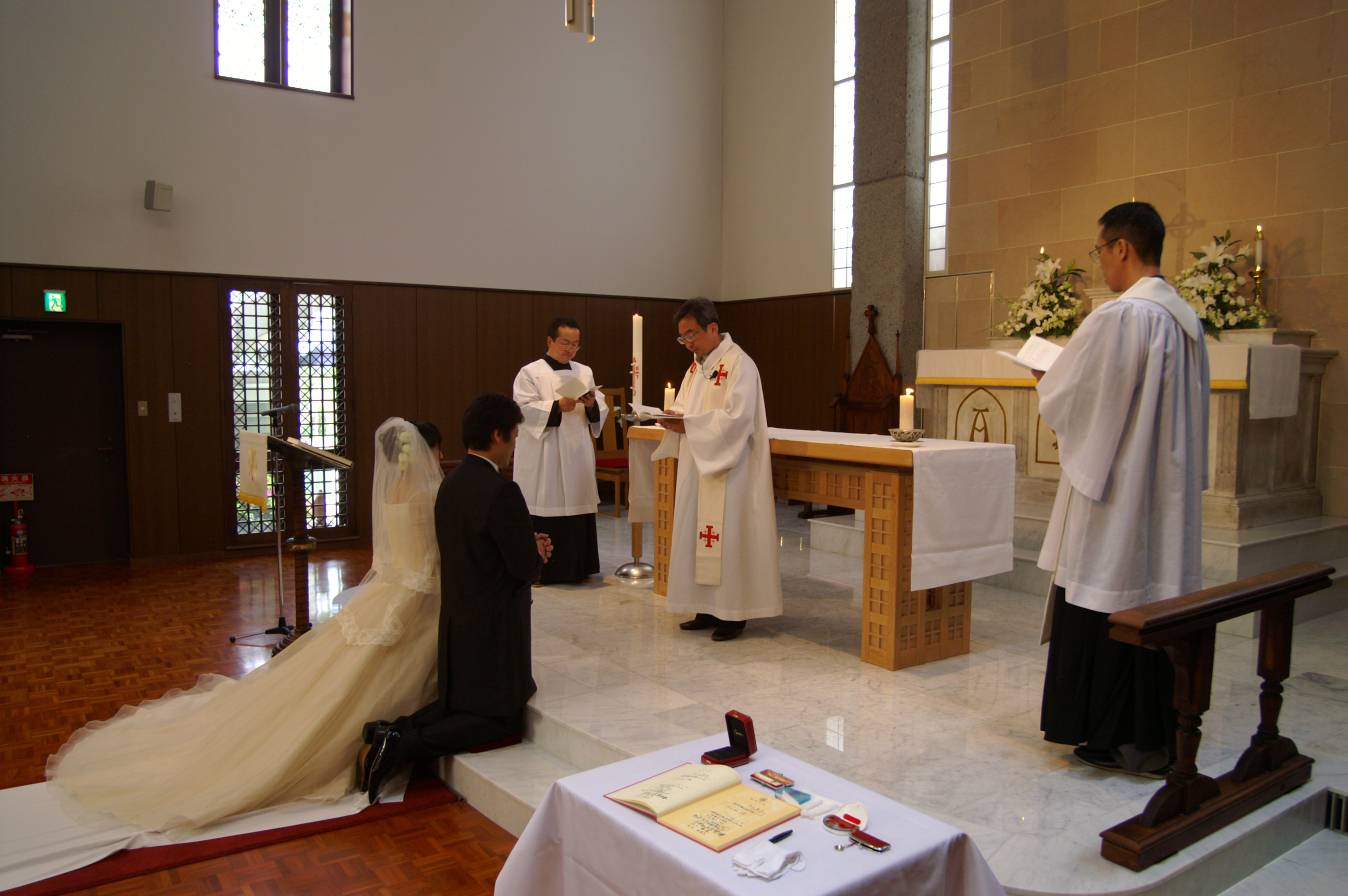
Свадьба западного стиля в Японии (Киото)

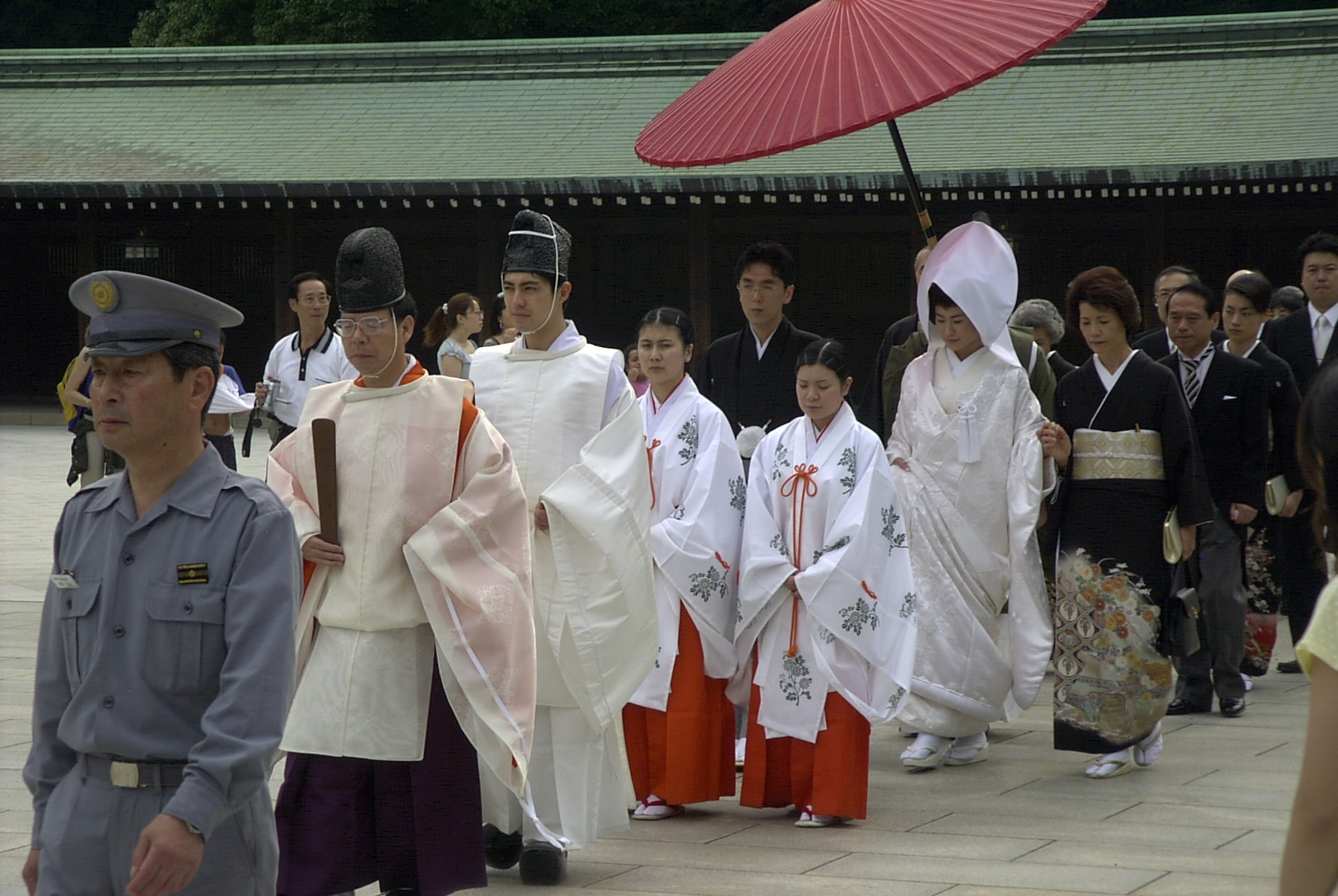
Традиционная японская свадебная церемония

В Японии проводятся свадебные церемонии двух видов: в японском традиционном (синтоитском) стиле или в западном стиле.
Независимо от вида церемонии пара должна представить официальное свидетельство о заключении брака, полученное в местных органах власти.
Исторически, браки разделены на два типа в зависимости от способа поиска партнера: традиционный способ — договорной брак — миаи кэккон (яп. 見合い結婚?), более известный как о-миаи (яп. お見合い) или современный способ — брак по любви — рэнъаи кэккон (яп. 恋愛結婚), когда партнёра находят самостоятельно. Исторически в крестьянской среде брак зачастую заключался после беременности невесты.
Особое положение в Японии имеют смешанные браки разных национальностей. До 1873 года они были полностью под запретом, а после — требовали разрешения правительства и влияли на сохранение гражданства Японии у супругов.

### Договорные браки
Договорные браки организует сваха (сват), называемая накодо (яп. 仲人). Сваха предоставляет молодым и их семьям необходимую информацию, которая содержится в специальных документах — «цурисё», досье, содержащее также фотографии молодых. Если молодые люди понравились друг другу, то далее сваха знакомит их и их семьи между собой — эта первая встреча называется миаи (яп. 見合い).
После первой встречи потенциальные жених и невеста на протяжении некоторого времени периодически встречаются и только после этого принимают решение о браке. Если они решают пожениться, то проводятся процедуры, предшествующие свадьбе: проводится обручение, дарятся подарки.
В послевоенные годы число договорных браков падает.
Выделяют преимущества договорных браков, позволяющие сохранять достаточно высокое число сторонников традиционного японского отношения к браку в современной Японии:
- Экономия времени (возможность уменьшить число предварительных встреч при самостоятельных поисках кандидата, часто имеющих нулевой или отрицательный результат).
- Снижение возможности семейных конфликтов, возникающих в случаях, когда родителям не нравится избранник или избранница их ребёнка, позволяя родителям участвовать в процессе отбора кандидатов и давая возможность влиять на результаты выбора.
- Получение подробной информации о вероятных партнёрах, позволяющее объективно решить, подходит ли тот или иной кандидат под образ будущего супруга или супруги.

## Отношение японцев к телесному
В Синто в отличие от строгой христианской морали отсутствует идея первородного греха и вообще греховности всего телесного, считалось, что всё телесное ― совершенно естественно и потому прекрасно, ибо это ― религия, воспевающая радость жизни во всех её проявлениях. 
Один из любопытных эпизодов, связанных с этой разницей в восприятии телесного и сексуального, относится к XIX веку, когда европейцы, попавшие в Японию, отправляясь в путешествие в дальние края и глухие деревушки, периодически по обеим сторонам дороги  видели огромные каменные фаллосы. 
Вызывающе огромные символы культа мужской силы, стоящие вдоль дорог, ― для древней культуры ещё понятно, но для цивилизованной страны едва ли самый подходящий элемент. Однако простые японцы совершенно не могли понять, почему эти изображения могут казаться некрасивыми. До сих пор в городе Кавасаки в первое воскресенье апреля проводится праздник Канамара-мацури, называемый по-русски «Праздник железных пенисов», во время которого японцы радостно носят по улицам огромные фаллосы (самый большой, высотой два с половиной метра, носят в паланкине, созданном для того, чтобы носить в нём божеств, а повсюду продаются леденцы и сладости соответствующих форм.

## Расчёты в кассе
Перед каждой кассой установлен небольшой поднос, на который покупатель может положить наличные деньги. Если такой поднос установлен, то является нарушением этикета игнорировать его и пытаться вручить деньги непосредственно в руки кассиру.
Этот элемент этикета, как и предпочтение поклонов перед рукопожатием объясняется «защитой личного пространства» каждого японца, что связано с общим дефицитом жизненного пространства в Японии.